# Cherokee (langue)
Pour les articles homonymes, voir Cherokee (homonymie).
Cette page contient des caractères spéciaux ou non latins. S’ils s’affichent mal (▯, ?, etc.), consultez la page d’aide Unicode.
Le cherokee (prononcé : /ʃe.ʁɔ.ki/ ; en anglais : /ˈtʃɛɹ.ə.ki/), parfois francisé en tchérokî ou chérokî (autonyme : ᏣᎳᎩ ᎦᏬᏂᎯᏍᏗ, tsalagi gawonihisdi, /dʒalaˈɡî ɡawónihisˈdî/) est une langue amérindienne parlée aux États-Unis par les Cherokees. Il fait partie de la famille des langues iroquoiennes et est le seul représentant des langues iroquoiennes méridionales encore parlé.

## Locuteurs
On estime le nombre de locuteurs actuels de la langue cherokee entre 1 500 et 2 000 personnes. Début 2021, du fait de la pandémie de covid-19, la langue cherokee est menacée d'extinction, les 2 000 personnes qui la parlent encore couramment ont un âge moyen de 67 ans.

## Phonologie
L'article utilise l'alphabet phonétique international pour transcrire les sons de la langue cherokee.
La langue cherokee possède une seule consonne labiale, /m/, qui est relativement récente[C'est-à-dire ?].

### Consonnes
- t : [t]
- d : [d]
- k : [k]
- g : [g]
- ? : [ʔ] (coup de glotte)
- l : [l]
- tl : [tɬ] (affriquée latérale alvéolaire)
- s : [s]
- ts : [dʒ]
- y : [j]
- w : [ɰ] (spirante vélaire), ou parfois [w]
- h : [h]
- m : [m]
- n : [n]

### Voyelles
- a : [a] ou [ə] (proche du a français)
- e : [e] ou [ɛ] (proche du é français)
- i : [i] ou [ɪ] (proche du i français mais plus long)
- o : [o] ou [ɔ] (proche du o français)
- u : [u] ou [ʊ] (proche du ou français)
- v : [ə̃] (schwa nasalisé)

### Diphthongue
La langue cherokee possède une seule diphtongue :
- ai : [ai]

### Ton
La langue cherokee possède un système tonal dans lequel les tons peuvent être combinés de diverses façons en suivant des règles subtiles et complexes, qui varient suivant les communautés. Bien que le système tonal subisse une simplification progressive dans de nombreuses régions en raison de l'influence de l'anglais, les tons peuvent encore changer le sens de façon significative.
Le syllabaire cherokee ne représente pas les tons, mais les ambiguïtés restent rares pour un locuteur natif.

## Grammaire
La langue cherokee, comme la plupart des langues amérindiennes, est polysynthétique : des morphèmes y sont liés afin de former des mots plus longs. Les verbes, le type de mots le plus important, contiennent au moins un préfixe pronominal, une racine verbale, un suffixe d'aspect et un suffixe modal.
Par exemple, la forme verbale ke:ka, « je vais », possède tous ces éléments :
- le préfixe pronominal k- indique la première personne du singulier
- la racine verbale est -e, « aller »
- le suffixe d'aspect est -k-, indiquant le présent
- le suffixe modal indiquant le présent pour les verbes réguliers est -a.

Les verbes peuvent également présenter des préfixes prépronominaux, des préfixes réflexifs et des suffixes dérivatifs. À l'aide de ces affixes, chaque verbe régulier peut avoir plus de 20 000 formes infléchies[réf. nécessaire].
Le système pronominal marque une distinction entre trois catégories de nombre: le singulier, le duel, et le pluriel. Il n'y a pas de distinction de genre.

## Écriture
La langue cherokee s'écrit à l'aide d'un syllabaire inventé par Sequoyah. Dans ce système, chacun des 85 symboles représente une syllabe. Certains symboles ressemblent à des lettres de l'alphabet latin, mais les sons auxquels ils correspondent sont complètement différents. (Par exemple, le symbole représentant le son « a » ressemble à la lettre latine « D ».)
Note : dans le tableau suivant, ‹ v › est une voyelle nasale.
|             | a [a]/[ə] | a [a]/[ə] | a [a]/[ə] | e [e]/[ɛ] | e [e]/[ɛ] | i [i]/[ɪ] | i [i]/[ɪ] | o [o]/[ɔ] | u [u] ou [ʊ] | v [ə̃] |
| ----------- | --------- | --------- | --------- | --------- | --------- | --------- | --------- | --------- | ------------ | ----- |
|             | Ꭰ a       | Ꭰ a       | Ꭰ a       | Ꭱ e       | Ꭱ e       | Ꭲ i       | Ꭲ i       | Ꭳ o       | Ꭴ u          | Ꭵ v   |
| g [ɡ]       | Ꭶ ga      | Ꭷ ka      | Ꭷ ka      | Ꭸ ge      | Ꭸ ge      | Ꭹ gi      | Ꭹ gi      | Ꭺ go      | Ꭻ gu         | Ꭼ gv  |
| h [h]       | Ꭽ ha      | Ꭽ ha      | Ꭽ ha      | Ꭾ he      | Ꭾ he      | Ꭿ hi      | Ꭿ hi      | Ꮀ ho      | Ꮁ hu         | Ꮂ hv  |
| l [l]       | Ꮃ la      | Ꮃ la      | Ꮃ la      | Ꮄ le      | Ꮄ le      | Ꮅ li      | Ꮅ li      | Ꮆ lo      | Ꮇ lu         | Ꮈ lv  |
| m [m]       | Ꮉ ma      | Ꮉ ma      | Ꮉ ma      | Ꮊ me      | Ꮊ me      | Ꮋ mi      | Ꮋ mi      | Ꮌ mo      | Ꮍ mu         | Ᏽ mv  |
| n [n]       | Ꮎ na      | Ꮏ hna     | Ꮐ nah     | Ꮑ ne      | Ꮑ ne      | Ꮒ ni      | Ꮒ ni      | Ꮓ no      | Ꮔ nu         | Ꮕ nv  |
| qu [kw]     | Ꮖ qua     | Ꮖ qua     | Ꮖ qua     | Ꮗ que     | Ꮗ que     | Ꮘ qui     | Ꮘ qui     | Ꮙ quo     | Ꮚ quu        | Ꮛ quv |
| s [s]       | Ꮝs        | Ꮜ sa      | Ꮜ sa      | Ꮞ se      | Ꮞ se      | Ꮟ si      | Ꮟ si      | Ꮠ so      | Ꮡ su         | Ꮢ sv  |
| d/t [d]/[t] | Ꮣ da      | Ꮤ ta      | Ꮤ ta      | Ꮥ de      | Ꮦ te      | Ꮧ di      | Ꮨ ti      | Ꮩ do      | Ꮪ du         | Ꮫ dv  |
| tl [tɬ]     | Ꮬ dla     | Ꮭ tla     | Ꮭ tla     | Ꮮ tle     | Ꮮ tle     | Ꮯ tli     | Ꮯ tli     | Ꮰ tlo     | Ꮱ tlu        | Ꮲ tlv |
| ts [dʒ]     | Ꮳ tsa     | Ꮳ tsa     | Ꮳ tsa     | Ꮴ tse     | Ꮴ tse     | Ꮵ tsi     | Ꮵ tsi     | Ꮶ tso     | Ꮷ tsu        | Ꮸ tsv |
| w [ɰ]       | Ꮹ wa      | Ꮹ wa      | Ꮹ wa      | Ꮺ we      | Ꮺ we      | Ꮻ wi      | Ꮻ wi      | Ꮼ wo      | Ꮽ wu         | Ꮾ wv  |
| y [j]       | Ꮿ ya      | Ꮿ ya      | Ꮿ ya      | Ᏸ ye      | Ᏸ ye      | Ᏹ yi      | Ᏹ yi      | Ᏺ yo      | Ᏻ yu         | Ᏼ yv  |
| 1.          |           |           |           |           |           |           |           |           |              |       |

## Représentation informatique
La langue cherokee a longtemps été transcrite en alphabet latin ou utilisait des polices peu adaptées sur les outils informatiques. Cependant, le syllabaire cherokee a été ajouté à Unicode, et on peut désormais l'utiliser sur Internet. 
Le syllabaire cherokee est représenté sur Unicode à l'aide des caractères U+13A0 à U+13F4.